# Courtacon
Courtacon település Franciaországban, Seine-et-Marne megyében. Lakosainak száma 244 fő (2022. január 1.). Courtacon Les Marêts, Saint-Mars-Vieux-Maisons, Augers-en-Brie, Beton-Bazoches, Cerneux, Champcenest és Leudon-en-Brie községekkel határos.

## Népesség
A település népességének változása:
| Lakosok száma | 248  | 258  | 261  | 242  | 235  | 239  | 240  | 243  | 244  |
|               | 2013 | 2015 | 2016 | 2017 | 2018 | 2019 | 2020 | 2021 | 2022 |